# Teodeberto I
Teodeberto o Théodobert o Theudebert (504 circa – 548 circa) è stato un re franco della dinastia dei merovingi che regnò su gran parte dell'Austrasia, sull'Aquitania, su parte della Burgundia e sulla Turingia dal 534 circa alla sua morte.

## Origini
Era figlio del re dei Franchi Sali della dinastia merovingia, Teodorico I e della sua prima moglie, o concubina

## Biografia
La nascita di Teodeberto si pone all'inizio del VI secolo, in quanto il vescovo Gregorio di Tours (536 – 597), ci narra che Teodorico I, sin dal suo insediamento dovette fronteggiare l'invasione dei Danesi, che non si erano ancora stanziati in Danimarca: riuscì a respingerli anche grazie all'intervento (datato 515 circa) di suo figlio Teodeberto, che ne uccise in battaglia il re Chlochilaichus.
Nel 524, assieme al padre, prese parte alla campagna contro i Burgundi, in cui perse la vita suo zio Clodomiro.
Teodeberto prese poi parte alla conquista della Turingia e ottenuta la vittoria, i Franchi occuparono la regione e la ridussero sotto il loro dominio.
In quello stesso periodo Teodeberto fu fidanzato con la principessa longobarda, Visigarda, figlia del re Vacone.
Poco dopo, probabilmente durante una campagna contro i Visigoti della Settimania, però si invaghì di una donna gallo-romana, vedova di un notabile della zona di Béziers, Deoteria, che aveva una figlia femmina, che divenne la sua amante e che subito dopo la morte del padre, sposò.
Dopo essere successo al padre, nel 534, assieme agli zii, Childeberto e Clotario I, invase la Burgundia e, dopo la conquista, se la spartì con gli zii.
Lo zio, Childeberto, che non aveva figli lo adottò, nominandolo suo erede
Dopo che Deoteria, che gli aveva dato il suo unico erede maschio, Teodebaldo (nato nel 535), aveva annegato la propria figlia, Teodeberto, per lo scandalo la ricusò e prese in moglie la vecchia fidanzata, Wisigarda, che poco tempo dopo morì.
Teodeberto, pur essendo alleato dell'impero romano d'oriente, approfittando della guerra tra i Bizantini, guidati da Belisario e gli Ostrogoti di Vitige, valicò le Alpi, e, riportando alcune vittorie, saccheggiò la pianura padana e occupò per un certo periodo la Liguria e l'Emilia. Inoltre fece coniare monete a Bologna, essendo il primo re dei Franchi che fece apporre il suo nome e la sua effigie sui solidi d'oro. 
Dopo la morte di Visigarda, Teodeberto si sposò per la terza volta con una donna sconosciuta, ma non si riavvicinò a Deoteria, come testimonia Gregorio di Tours.
Teodeberto si ammalò a seguito di una ferita e morì 37 anni dopo Clodoveo, avendo regnato per circa quattordici anni.
Gli successe il figlio Teodebaldo.

## Discendenza
Teodeberto dalla prima moglie, Deoteria, ebbe un figlio:
- Teodebaldo (534 circa-555 circa), re di Reims.

Da Visigarda o dalla terza moglie invece ebbe una figlia: 
- Berthoara (dopo il 540 circa- dopo il 566), di cui ci dà notizia Venanzio Fortunato, nei suoi Carmina (Berthoara…filie digna patri, te, Theudebercthe)[15].

## Ascendenza
|              |   |                            | Genitori |  |  | Nonni |  |  | Bisnonni     |  |  | Trisnonni |  |
|              |   |                            |          |  |  |       |  |  | Childerico I |  |  | Meroveo   |  |
|              |   |                            |          |  |  |       |  |  | Childerico I |  |  | Meroveo   |  |
|              |   | …                          |          |  |  |       |  |  | Childerico I |  |  |           |  |
| Clodoveo I   |   |                            |          |  |  |       |  |  | Childerico I |  |  |           |  |
|              |   | Basina                     | …        |  |  |       |  |  |              |  |  |           |  |
|              |   | Basina                     | …        |  |  |       |  |  |              |  |  |           |  |
|              |   | Basina                     | …        |  |  |       |  |  |              |  |  |           |  |
| Teodorico I  |   | Basina                     |          |  |  |       |  |  |              |  |  |           |  |
|              |   | Chilperico II dei Burgundi | Gundioco |  |  |       |  |  |              |  |  |           |  |
|              |   | Chilperico II dei Burgundi | Gundioco |  |  |       |  |  |              |  |  |           |  |
|              |   | Chilperico II dei Burgundi | …        |  |  |       |  |  |              |  |  |           |  |
| Clotilde     |   | Chilperico II dei Burgundi |          |  |  |       |  |  |              |  |  |           |  |
|              |   | …                          | …        |  |  |       |  |  |              |  |  |           |  |
|              |   | …                          | …        |  |  |       |  |  |              |  |  |           |  |
|              |   | …                          | …        |  |  |       |  |  |              |  |  |           |  |
| Teodeberto I |   | …                          |          |  |  |       |  |  |              |  |  |           |  |
|              | … | …                          |          |  |  |       |  |  |              |  |  |           |  |
|              | … | …                          |          |  |  |       |  |  |              |  |  |           |  |
|              | … | …                          |          |  |  |       |  |  |              |  |  |           |  |
| …            | … |                            |          |  |  |       |  |  |              |  |  |           |  |
|              |   | …                          | …        |  |  |       |  |  |              |  |  |           |  |
|              |   | …                          | …        |  |  |       |  |  |              |  |  |           |  |
|              |   | …                          | …        |  |  |       |  |  |              |  |  |           |  |
| …            |   | …                          |          |  |  |       |  |  |              |  |  |           |  |
|              |   | …                          | …        |  |  |       |  |  |              |  |  |           |  |
|              |   | …                          | …        |  |  |       |  |  |              |  |  |           |  |
|              |   | …                          | …        |  |  |       |  |  |              |  |  |           |  |
| …            |   | …                          |          |  |  |       |  |  |              |  |  |           |  |
|              |   | …                          | …        |  |  |       |  |  |              |  |  |           |  |
|              |   | …                          | …        |  |  |       |  |  |              |  |  |           |  |
|              |   | …                          | …        |  |  |       |  |  |              |  |  |           |  |
|              |   | …                          |          |  |  |       |  |  |              |  |  |           |  |